# 尼龙搭扣
（英語：、，外文品牌名稱為「Velcro」），是一种纤维紧固物，发明公司为“维克罗”（或譯「维可牢」）。瑞士工程師乔治·德·梅斯特拉尔於1941年設計發明。通常由两条织物组成，一条表面覆有环状结构，另一条表面覆有钩状结构。当两条织物用力压紧时，钩与環相结合，形成暂时紧固的状态。若希望两者分离，只需用力将其分開即可。实际上第一条尼龙搭扣是纯棉的，但由于其后发现不实用而改用尼龙。维克罗注册于1948年的专利在1978年失效，但维克罗（Velcro）已成为了家喻户晓的注册商标，所以维克罗也常在西方语境中作为尼龙搭扣的代称。

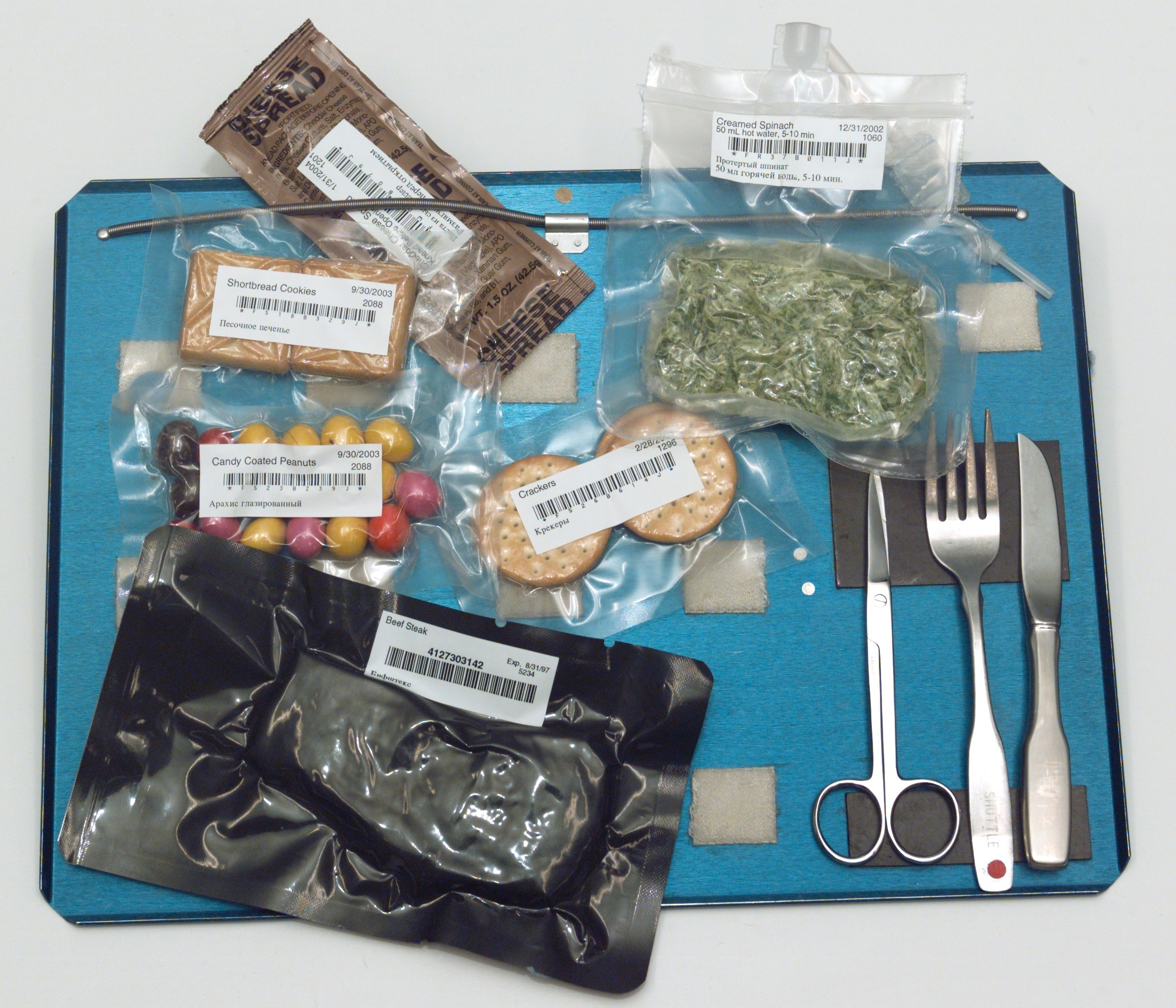
太空食品餐盘多处使用尼龙搭扣

魔鬼氈使用方式多元且自由度高，大量應用於戶外用品，如背包、帳篷、安全配備、運動服飾、運動鞋等。勾毛背對背產品可輕鬆整束魚竿或繩結；超音波壓合的綁物帶則可依需求調節長度，快速收納睡袋、帳篷。即使在嚴峻的環境中，魔鬼氈的強勁拉力仍能發揮效用。

## 鉤狀結構製程
傳統黏扣帶的鉤面由尼龍紗編織成圈狀後，將圈狀頂端處切斷，形成細鉤造型。後來依據黏著性、耐久性等需求，以熱加工製程直接將鉤面熱融為香菇頭造型。近期也有以塑膠射出成型，直接製作出鉤型結構，可增加橫向拉力，也省去了車縫與高週波壓合等製程。

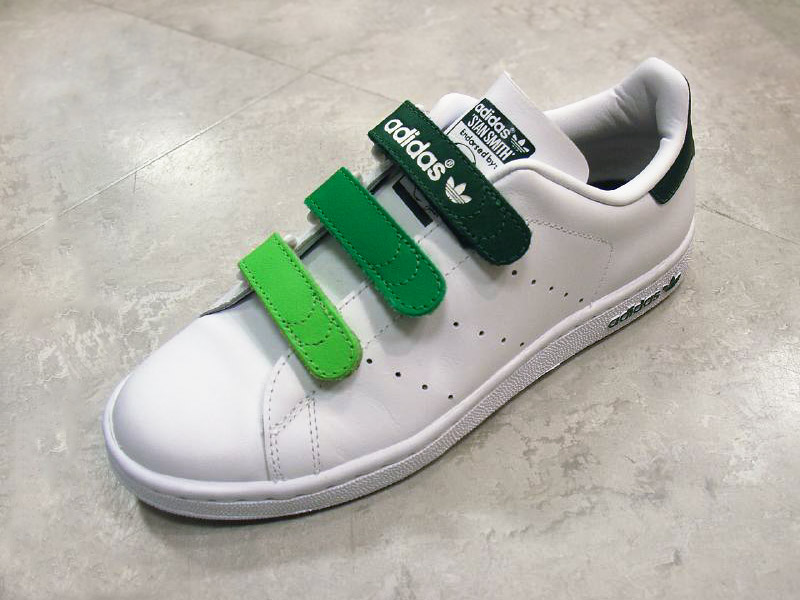
使用尼龙搭扣紧固的鞋

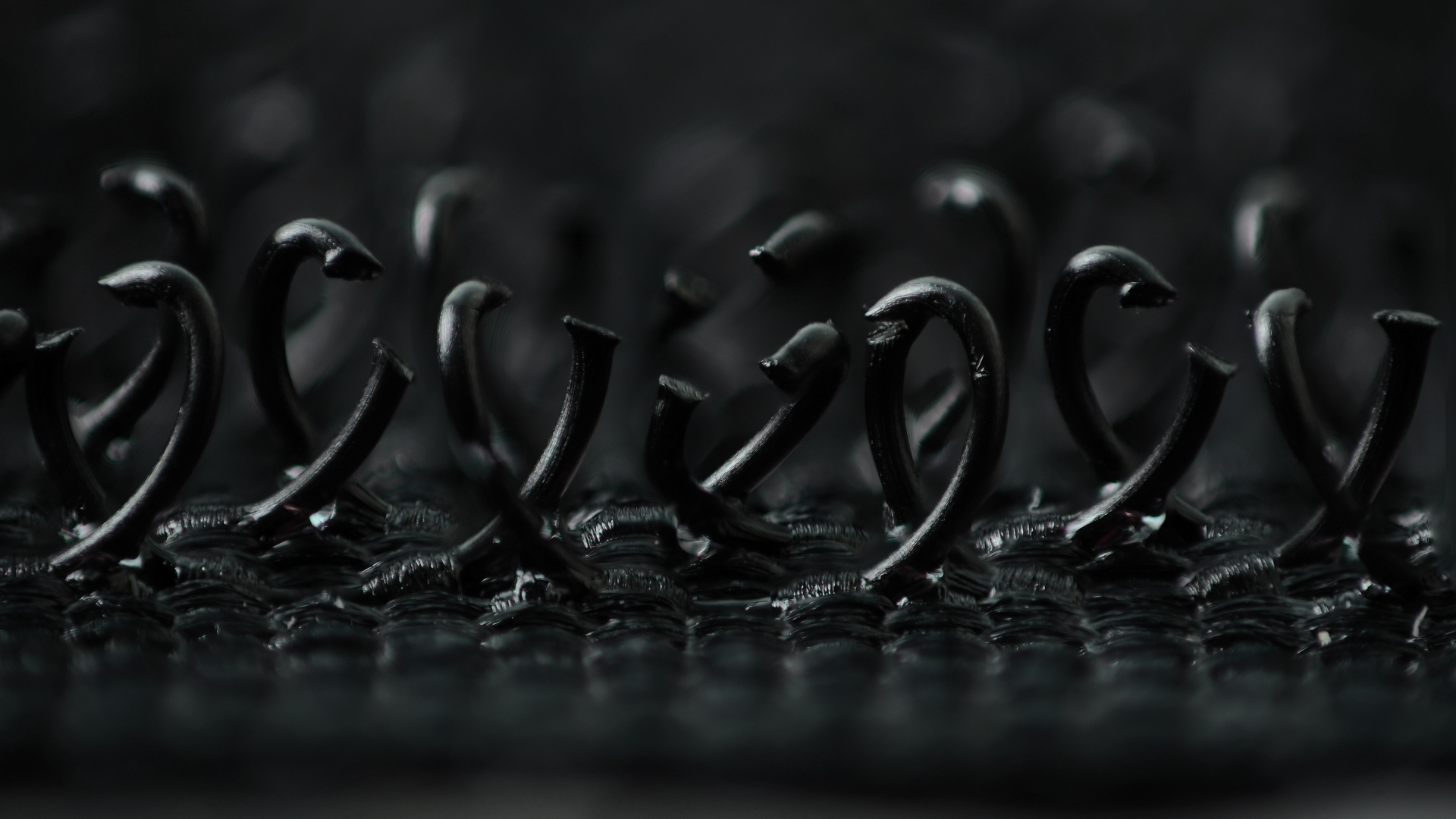
“钩子”的宏观照片